# Callogorgia formosa
Callogorgia formosa är en korallart som först beskrevs av Kükenthal 1907.  Callogorgia formosa ingår i släktet Callogorgia och familjen Primnoidae. Inga underarter finns listade i Catalogue of Life.